# العصر اليعقوبي
يشير العصر اليعقوبي إلى فترة في التاريخ الإنجليزي والإسكتلندي الذي يتزامن مع عهد جيمس السادس ملك اسكتلندا الذي ورث أيضًا التاج البريطاني عام 1603 على أنه جيمس الأول. يخلف العصر اليعقوبي العصر الإليزابيثي ويسبق العصر الكاروليني. غالبًا ما يستخدم مصطلح «اليعاقبة» للإشارة إلى الأساليب المميزة من العمارة اليعقوبية والفنون البصرية والفنون الزخرفية والأدب الذي ميز تلك الفترة.

## جيمس بصفته ملك إنجلترا
كان التنفيذ إن لم يكن توحيدًا رسميًا بين إنجلترا واسكتلندا تحت حاكم واحد تحولًا مهمًا في النظام لكلا البلدين، وساهم في تشكيل وجودهما حتى يومنا هذا. من التطورات الأخرى ذات الأهمية الكبيرة تأسيس المستعمرات البريطانية الأولى في قارة أمريكا الشمالية، في جيمستاون، فرجينيا عام 1607، وفي نيوفندلاند عام 1610، وفي مستعمرة بليموث في ماساتشوستس عام 1620، والتي شكلت الأساس للمستوطنات البريطانية المستقبلية والتشكيل النهائي لكل من كندا والولايات المتحدة الأمريكية. في عام 1609 بدأ برلمان اسكتلندا بمزرعة أولستر.
وقع حدث بارز في عهد جيمس في 5 نوفمبر 1605. في ذلك التاريخ، حاولت مجموعة من الكاثوليك الإنجليز (بما في ذلك جاي فوكس) اغتيال الملك وتدمير البرلمان في قصر وستمنستر. ومع ذلك، كُشف عن مؤامرة البارود ومُنعت، وحُكم على المتآمرين المدانين بالشنق والسحب والإرباع (التقطيع إلى أربعة أجزاء).
ناقش المؤرخون منذ فترة طويلة الخصائص الغريبة لأسلوب الملك في الحكم. يقول كروفت:
كانت الروح العملية «شيئًا فشيئًا» تأتي لتمييز أسلوبه في الحكم. في الوقت نفسه، بقي المزيج الغريب من القدرة والرضا عن الذات، والخمول والحكم الفطن، والعواطف الدافئة والافتقار إلى التعقل التي وصفها فونتيناي بشكل جيد، نموذجيًا لجيمس طوال حياته.

## الشؤون المالية الملكية
لا يمكن فهم الأحداث والتطورات السياسية في العصر اليعقوبي بشكل منفصل عن الوضع الاقتصادي والمالي. كان جيمس مديونًا بشدة في اسكتلندا، وبعد عام 1603 ورث دينًا إنجليزيًا بقيمة 350,000 جنيه إسترليني من إليزابيث. بحلول عام 1608، زاد الدين الإنجليزي ليصل إلى 1,400,000 جنيه إسترليني وكان يزداد بمقدار 140,000 جنيه إسترليني سنويًا. بواسطة برنامج عاجل لبيع ديميسنيس الملكي، قام أمين الخزانة اللورد روبرت سيسيل بتخفيض الديون إلى 300,000 جنيه إسترليني والعجز السنوي إلى 46000 جنيه إسترليني بحلول عام 1610 – لكنه لم يستطع اتباع نفس طريقة التخفيف لمدة أطول. وكانت النتيجة سلسلة من المفاوضات المتوترة والفاشلة في كثير من الأحيان مع البرلمان للحصول على الدعم المالي، وهو الوضع الذي تدهور خلال فترة حكم جيمس وابنه ووريثه تشارلز الأول. حتى أزمة الحرب الأهلية الإنجليزية.
انتهى العصر اليعقوبي بركود اقتصادي حاد في 1620-1626، تعقد الوضع بسبب تفشي وباء الطاعون الدملي في لندن عام 1625.

## ثقافة عالية

### الأدب
في الأدب، كُتبت بعض من أهم مسرحيات شكسبير، بما في ذلك الملك لير (1605)، مكبث (1606)، والعاصفة (1610)، في عهد جيمس الأول. لم تأت الرعاية فقط من جيمس، بل من زوجة جيمس آن من الدنمارك أيضًا. وخلال هذه الفترة نُشرت أعمال قوية من قبل جون ويبستر، وتوماس ميدلتون، وجون فورد وبن جونسون. ساهم بن جونسون أيضًا في نشر بعض من أفضل الأشعار في تلك الحقبة، جنبًا إلى جنب مع شعراء الفرسان الملكيين وجون دون. في النثر، عُثر على الأعمال الأكثر تمثيلًا لفرانسيس بيكون ونسخة الملك جيمس.
في عام 1617 أكمل جورج تشابمان ترجمة ضخمة لملحمة هوميروس الإلياذة والأوديسة في الشعر الإنجليزي، التي كانت أول ترجمة كاملة لأحد القصيدتين، كان كلا العملين مهمين في المرجعية الأدبية الغربية، إلى اللغة الإنجليزية. إن الحكاية الشعبية لحرب طروادة حتى ذلك الحين كانت متاحة لقراء اللغة الإنجليزية فقط في سرد ملحمة العصور الوسطى مثل عمل كاكستون موجز بعض قصص طروادة.
كان جونسون أيضًا مبتكرًا مهمًا في النوع الفرعي الأدبي المتخصص في مسرحيات الماسك، والذي مر بتطور مكثف في العصر اليعقوبي. يرتبط اسمه باسم إنيغو جونز كمطورين مشاركين للجوانب الأدبية والبصرية/ الفنية لهذا الفن الهجين. ومع ذلك، فإن التكاليف المرتفعة لهذه المشاهد، كانت تضع ستيوارت بعيدًا عن التدبير النسبي لعهد إليزابيث، واستُبعدت الطبقات الوسطى والبيوريتين مع احتمال الهدر والإفراط في الأنانية المفرطة.